# ان‌جی‌سی ۱۰۲۲
ان‌جی‌سی ۱۰۲۲ (انگلیسی: NGC 1022) نام یک کهکشان در صورت فلکی نهنگ است.